# Feerner Moor
Der Feerner Moor ist ein etwa 5000 Jahre altes Hochmoor im Landkreis Stade, seine heutige Fläche beträgt 184 Hektar.

## Lage
Das Moor liegt auf dem Stader Geestrücken, etwa in der Mitte des Dreiecks zwischen den Orten Dollern, Hagen und Helmste. Im Jahr 1991 wurde es zum Naturschutzgebiet (Kennzeichen: NSG LÜ 189) erklärt, ein Teil des Feerner Moores ist zudem Fauna-Flora-Habitat-Gebiet der Europäischen Union. Es wird vollständig vom Landschaftsschutzgebiet Rüstjer Forst überlagert.

## Geschichte
In dem Hochmoorgebiet wurde auf größeren Teilen im Handtorfstich Weißtorf abgebaut. Auf den nicht abgetorften Flächen wuchs teilweise dichter Anflugwald, der zumeist aus Kiefern bestand. Die ehemaligen Torfstiche sind zum Teil mit Wasser vollgelaufen. Die zunächst offenen Wasserflächen mit rechteckigem Grundriss werden inzwischen teilweise durch Torfmoose und wollgrasreiche Heiden überwachsen.
Seit den 1980er Jahren waren zahlreiche Maßnahmen durchgeführt worden, um das Moor wieder zu renaturieren. Die Entkusselung und die Verdämmung der Entwässerungsgräben zeigen inzwischen Wirkung, so dass offene Flächen entstanden sind, in denen die typische Hochmoorvegetation ihr natürliches Wachstum zeigt. Nach und nach ist auch eine moortypische Fauna aus Vogel-, Amphibien- und Reptilienarten zurückgekehrt.